# Lake Dunlap
Lake Dunlap est une census-designated place située dans le comté de Guadalupe, dans l’État du Texas, aux États-Unis. Sa population s’élevait à 1 934 habitants lors du recensement de 2010.